# .ky

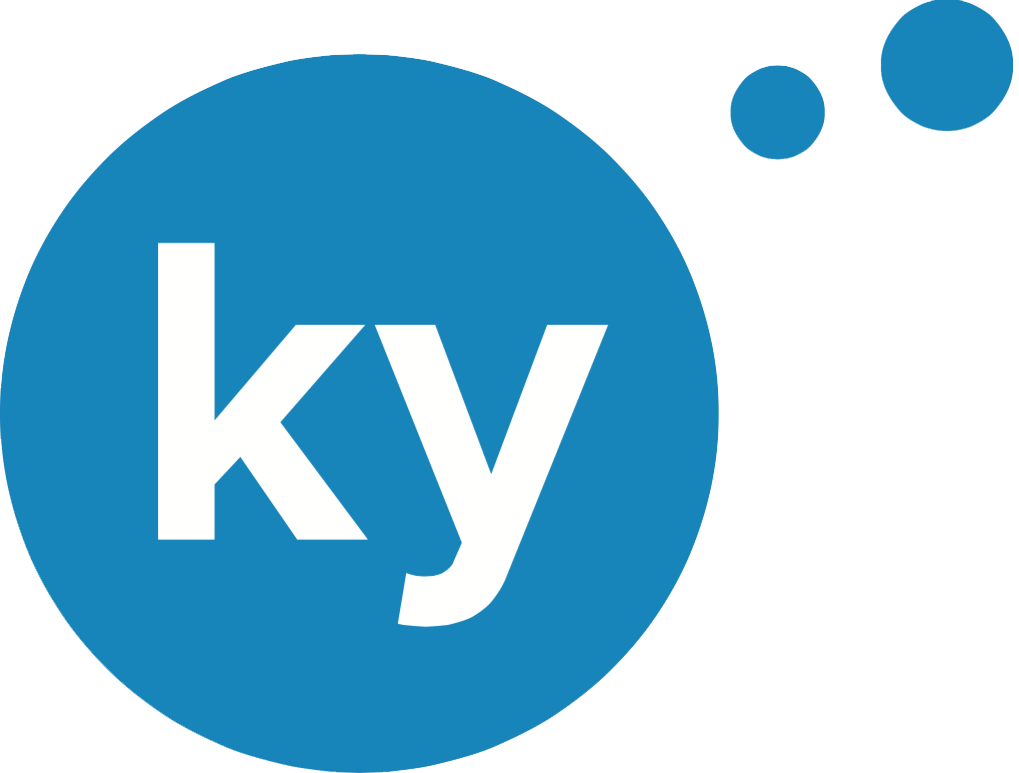

.ky는 케이맨 제도(영국령)의 인터넷 국가 코드 최상위 도메인이다. Information and Communications Technology Authority에서 관리한다. 1991년에 개설되었다.
다른 가능한 옵션이 이미 할당되었으므로 코드가 선택되었다. 등록은 현지 주소가 있는 케이맨 제도의 거주자 및 등록된 회사로 제한되었지만 이 제한은 2015년 9월에 제거되었다. 케이맨 제도도 국제 3자리 코드 CYM을 보유하고 있으며 향후 최상위 도메인 공간 확장 시 .cym 도메인을 부여받기 위한 입찰에서 승리했다.

## 2차 도메인
등록은 2차 도메인 수준에서 직접 허용되거나 다음 이름 아래의 3차 도메인 수준에서 허용된다.
- com.ky
- org.ky
- 넷.키
- edu.ky (교육기관에 한함)
- gov.ky (정부 기관으로 제한됨)

## 같이 보기
- .uk